# Jack Babashoff
Jack Babashoff est un nageur américain né le 13 juillet 1955 à Whittier en Californie.

## Biographie
Jack Babashoff dispute l'épreuve du 100m nage libre aux Jeux olympiques d'été de 1976 de Montréal et remporte la médaille d'argent.